# František Hutař
František Hutař (13. března 1890 Bystřice nad Pernštejnem – 13. února 1942 Koncentrační tábor Mauthausen) byl český učitel, sokolský činovník, odbojář a oběť nacismu.

## Život
František Hutař se narodil 13. března 1890 v Bystřici nad Pernštejnem v rodině okresního cestmistra a tesařského a zednického mistra Josefa Hutaře a Marie, rozené Doležalové. Vystudoval učitelský ústav v Hradci Králové a absolvoval univerzitní kurzy v Grenoblu a Jeně. Následně působil jako učitel v rodné Bystřici nad Pernštejnem a poté 27 let jako odborný učitel ve Žďáru nad Sázavou. Zde se stal též aktivním Sokolem, předsedou spořitelny, Svépomocného oděvního a obuvnického družstva, místopředsedou lesního družstva a členem kuratoria hudební školy. Byl průkopníkem amatérské astronomie, kdy organizoval veřejná pozorování hvězdné oblohy včetně provádění odborného výkladu. Od roku 1936 působil jako odborný učitel na I. měšťanské škole dívčí v Králově Poli. Stal se vzdělavatelem Sokola a členem jeho předsednictva. Odbornými články přispíval do pedagogických časopisů. Po Německá okupace Čech, Moravy a Slezska v březnu 1939 vstoupil do protinacistického odboje jednak sokolského a jednak jako člen organizace Obrana národa. Za svou činnost byl 29. září 1941 zatčen gestapem a 12. prosince téhož roku odsouzen. Dne 3. ledna 1942 byl odtransportován do koncentračního tábora Mauthausen, kde 13. února téhož roku zemřel na úplavici.

## Posmrtná ocenění
- Po Františku Hutařovi byla v roce 1946 přejmenována jedna z ulic v Králově Poli[2]
- Františku Hutařovi byl v roce 1947 ve Žďáru nad Sázavou odhalen pomník, místo je v současnosti prázdné a busta, která byla jeho součástí, je uložena v budově přilehlé sokolovny.[3]

## Rodina
František Hutař deset sourozenců. Mj. se Jaroslav Hutař stal stavitelem v Nedvědici, Bohumil Hutař stavitelem v Bystřici nad Pernštejnem a členem obecního zastupitelstva tamtéž, Josef Hutař kapitánem obchodní lodi, Gustav Hutař československým legionářem a následně důstojníkem Československé armády. František Hutař se v roce 1919 oženil s Marií Velišovou.